# 2884 Reddish
A 2884 Reddish (ideiglenes jelöléssel 1981 ES22) a Naprendszer kisbolygóövében található aszteroida. Schelte J. Bus fedezte fel 1981. március 2-án.